# Niniano de Galloway
Niniano de Galloway o Ninian (¿?-c. 432) obispo y santo, fue el primer predicador del evangelio cristiano entre los pictos en el territorio que hoy comprende Escocia, por ello es conocido como Apóstol de Escocia y Apóstol de los pictos del sur. Su fiesta se celebra el 16 de septiembre.

## Biografía

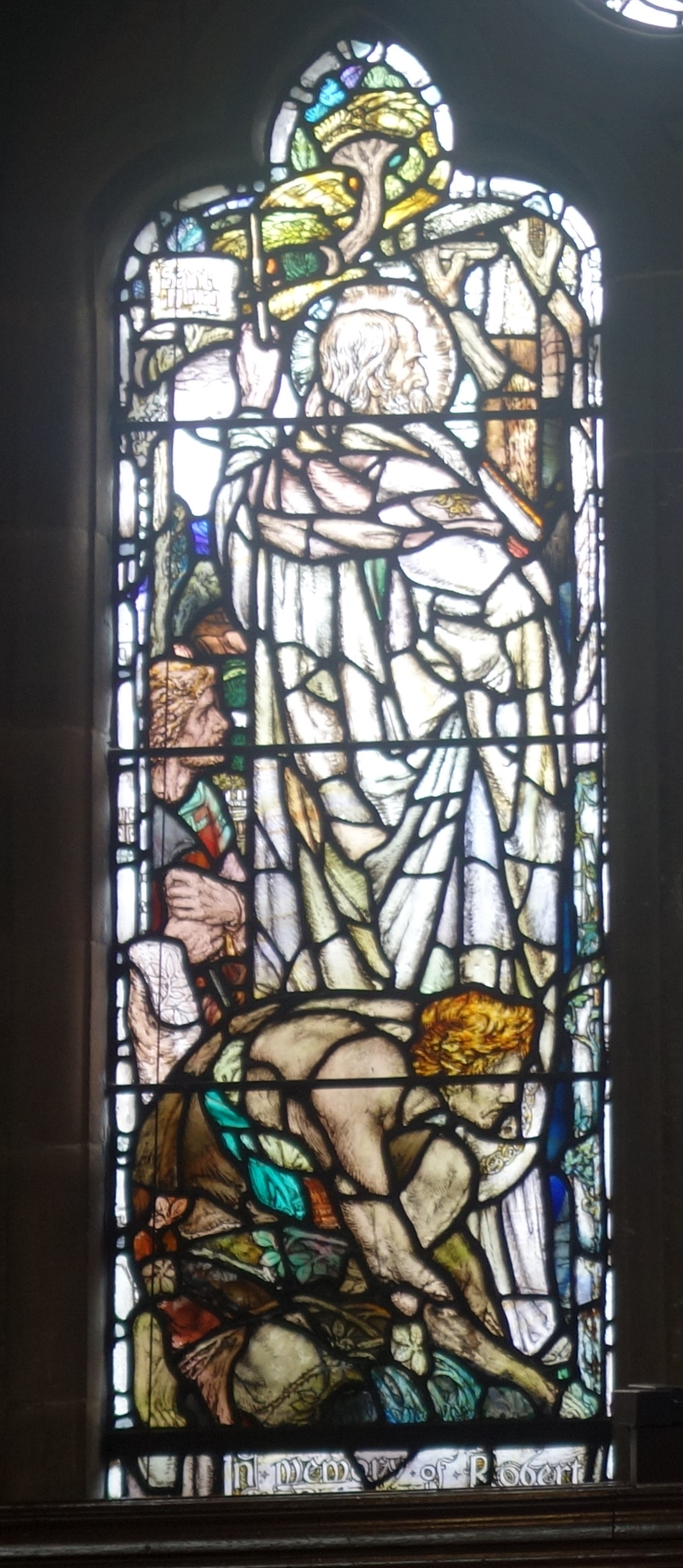
Ninian (vidriera en la Universidad de Glasgow).

Los datos sobre su vida son muy escasos, en realidad lo poco que se conserva de sus hechos es una mención realizada por el monje Beda en su célebre Historia ecclesiastica gentis Anglorum, en la cual señala:

Namque ipsi australes Picti (...), praedicante eis uerbum Nynia episcopo reuerentissimo et sanctissimo uiro de natione Brettonum, qui erat Romae regulariter fidem et mysteria ueritatis edoctus; cuius sedem episcopatus, sancti Martini episcopi nomine et ecclesia insignem, ubi ipse etiam corpore una cum pluribus sanctis requiescit, iam nunc Anglorum gens obtinet. Qui locus, ad prouinciam Berniciorum pertinens, uulgo uocatur Ad Candidam Casam, eo quod ibi ecclesiam de lapide, insolito Brettonibus more fecerit.
Historia ecclesiastica gentis Anglorum III, 4

De la anterior narración también se desprende que a san Niniano se le relacionaba con la construcción en Galloway de un monasterio conocido con el nombre en latín de Candida Casa ('Casa Blanca'), probablemente por el material con el que estaba construida.
Sin embargo, no obstante que los datos históricos acaban con el testimonio de Beda, la vida y leyenda de Niniano se ha visto enriquecida por el testimonio de un poema del siglo IX titulado Miracula Nyniae Episcopi y por la Vida de san Ninian escrita por Elredo de Rieval alrededor del año 1160.
Es venerado dentro del catolicismo así como en la comunión anglicana y la Iglesia ortodoxa.
Una investigación reciente propone que la figura de san Niniano y la de san Finnian de Moville son en realidad la misma, y que fueron diferenciados a partir de un error de escritura en el siglo VIII.